# Tv pur
tv pur ist eine vierwöchentlich erscheinende Programmzeitschrift, die seit 1998 von der Bauer Media Group herausgegeben wird. Der Redaktionssitz ist Hamburg.

## Geschichte
Bereits 1994/95 verlegte Bauer eine TV-Zeitschrift unter dem Namen „tv pur“ mit dem Untertitel „Das TV-Themen-Magazin“. Diese wurde jedoch nach drei Monaten wieder eingestellt. 1998 erschien dann erneut eine Zeitschrift „tv pur“, die allerdings mit dem redaktionellen Konzept ihres Namens-Vorgängers nichts mehr zu tun hatte.

## Redaktionelles Konzept
Der redaktionelle Schwerpunkt der Zeitschrift liegt auf einer übersichtlichen und umfassenden Darstellung des Fernsehprogramms eines kompletten Monats. Auf 112 von 124 Seiten werden ausschließlich Programminformationen präsentiert. Auf einen umfangreichen redaktionellen Mantelteil wird bewusst verzichtet.
tv pur wendet sich vorrangig an „puristische“ Berufstätige in Ein- oder Zwei-Personen-Haushalten, die sich schnell über TV-Sendungen informieren wollen.